# Aykan Erdemir
Aykan Erdemir (né le 28 juillet 1974 à Bursa en Turquie) est un anthropologue, analyste politique et ancien homme politique turc. Il siège à la Grande Assemblée nationale de Turquie entre 2011 et 2015 en tant que représentant du Parti républicain du peuple, pro-laïc. Fervent défenseur de la liberté de religion ou de conviction, de la séparation de la mosquée et de l'État et des droits des minorités au Moyen-Orient et au-delà, Erdemir est une voix de premier plan contre l'islam radical et l'extrémisme violent, et un critique virulent de la persécution des minorités religieuses au Moyen-Orient.
Erdemir est l'un des fondateurs et anciens membres du comité directeur du Panel international de parlementaires pour la liberté de religion ou de conviction (IPPFoRB), le premier réseau mondial multiconfessionnel et bipartite de parlementaires engagés dans la lutte contre la persécution religieuse et la promotion de la liberté de religion ou de conviction, telle que définie par l'article 18 de la Déclaration universelle des droits de l'homme. Lors du sommet de cette initiative à New York, organisé en marge de la 70e Assemblée générale des Nations Unies, Erdemir déclare que l'IPPFoRB est une « idée pour laquelle le moment est venu », ajoutant que les défenseurs des droits devraient être aussi « fermes, organisés et transnationaux » que les extrémistes violents.
Erdemir travaille actuellement comme directeur de la recherche sur les affaires internationales à l'Anti-Defamation League (Ligue anti-diffamation). Il a auparavant été directeur principal du programme Turquie à la Fondation pour la défense des démocraties, à Washington, DC, et membre du groupe de travail de l'Anti-Defamation League sur les minorités du Moyen-Orient.

## Parcours académique
Après son diplôme du Robert College d'Istanbul, Erdemir obtient une licence en relations internationales de l'université Bilkent d'Ankara et sa maîtrise en études du Moyen-Orient de l'université Harvard. Il obtient ensuite son doctorat du programme conjoint d'anthropologie et d'études du Moyen-Orient à Harvard avec sa thèse intitulée Incorporating Alevis : The Transformation of Governance and Faith-based Collective Action in Turkey. Il a été doctorant au Centre pour les organisations à but non lucratif de la John F. Kennedy School of Government et chercheur associé au Centre on Migration, Policy and Society (Centre sur la migration, la politique et la société) de l'Université d'Oxford.
Erdemir enseigne au département de sociologie de l'Université technique du Moyen-Orient (2004-2011) et au département de science politique et d'administration publique de l'Université Bilkent (2015-2016). Entre 2005 et 2010, il est vice-doyen de l'École supérieure des sciences sociales de l'Université technique du Moyen-Orient.

## Carrière politique
Erdemir entre en politique en mai 2010 pour soutenir la candidature de Kemal Kılıçdaroğlu à la direction du Parti républicain du peuple. Lors de la 15e Convention extraordinaire du Parti républicain du peuple, Erdemir est élu au Conseil du parti, composé de 80 sièges. Lors des élections générales du 12 juin 2011, à l'âge de 36 ans, il est élu à la Grande Assemblée nationale de Turquie comme l'un des plus jeunes parlementaires de cette législature. Au parlement, il siège au Comité parlementaire mixte Turquie-UE, au Comité d'harmonisation de l'Union européenne et au Comité ad hoc sur le secteur des technologies de l'information et d'Internet. Il est aussi secrétaire du groupe Turquie-Suède. En plus de représenter sa circonscription de Bursa, Erdemir est également député bénévole pour Batman, une ville près de la frontière syrienne dont la population est majoritairement kurde et arabe.
Erdemir identifie le patriarcat et la gérontocratie comme les principaux problèmes du système politique turc et, dans le cadre de ses tentatives pour réformer le Parti républicain du peuple, il préconise l'introduction d'un quota de 50% de femmes et d'hommes, en alternant candidats féminins et masculins, ainsi que d'un quota de jeunes pour des candidats de moins de 30 ans.
Erdemir annonce sa décision de quitter la politique active en mars 2015, déclarant qu'il souhaite passer plus de temps avec ses deux filles, tout en notant que le Parlement turc ne répond pas aux besoins des parents avec de jeunes enfants.

### Travaux législatifs
Le travail législatif d’Erdemir entre 2011 et 2015 se concentre sur la liberté de religion ou de conviction, les droits des minorités, la discrimination, les crimes haineux et les discours de haine.
Au Parlement, la première initiative législative d'Erdemir est de déposer une motion visant à créer une commission parlementaire ad hoc sur les crimes de haine. Il encourage ensuite le gouvernement turc à rédiger une loi complète sur les crimes de haine, avertissant que « le problème ne peut se réduire à l'islamophobie », et critique l'absence de mécanismes institutionnels pour suivre et signaler ces crimes en Turquie. En décembre 2012, en coordination avec le groupe de coordination Hate Crimes Law Campaign Platform, il rédige un projet de loi complet sur les crimes de haine, qui est ensuite intégré au projet de loi sur les crimes de haine du gouvernement turc de juin 2014 . Erdemir critique le projet de loi du gouvernement, le qualifiant de loi déficiente qui reconnaît les crimes de haine, mais ne fournit aucune protection réelle.
Erdemir a été l’un des critiques les plus virulents de l’antisémitisme en Turquie. En septembre 2014, lors d'une conférence de presse qu'il tient au Parlement turc à l'occasion de Rosh Hashanah, citant une étude récente de l'Anti-Defamation League (Ligue anti-diffamation), il avertit que « la Turquie devance l'Iran dans le classement des pays les plus antisémites ». Le mois suivant, il dépose une motion visant à créer une commission parlementaire spéciale sur l'antisémitisme afin d'examiner la discrimination, les discours de haine et les crimes haineux visant la communauté juive de Turquie, une première dans l'histoire de la Grande Assemblée nationale de Turquie. En novembre 2013, au plus fort de la crise de la flottille entre la Turquie et Israël, Erdemir se rend en Israël pour assister à une conférence à l'Institut Truman pour la paix de l'Université hébraïque de Jérusalem afin de promouvoir le rapprochement turco-israélien. Il y déclare : « Les politiciens peuvent vous donner beaucoup de raisons pour lesquelles cela ne peut pas se produire, mais il faut un homme d'État pour construire la paix ». Dans un éditorial qu'il écrit ensuite pour The Times of Israel, il avertit : « Un véritable rapprochement avec Israël nécessite que la Turquie s'attaque à l'antisémitisme ».
Erdemir est également un ardent défenseur des minorités chrétiennes de Turquie. En décembre 2013, dans le cadre d'une enquête parlementaire, il dénonce les restrictions imposées par le ministère turc de la Culture et du Tourisme à la pratique du culte dans les églises historiques. En mai 2014, il révèle que le Parlement turc a bloqué l'accès au site web de l'église protestante Diyarbakır en la classant comme un « site pornographique ». Il qualifie l'interdiction d'« humiliante, embarrassante et diffamatoire » et réussit à la révoquer après avoir soulevé la question auprès du président du Parlement turc, Cemil Çiçek, une évolution qu'il qualifie de « petit pas pour les libertés sur Internet en Turquie, mais un grand pas pour la liberté sur Internet au Parlement ». Erdemir rend ensuite visite à Ahmet Güvener, le pasteur de l'église protestante de Diyarbakır, avant le service du dimanche pour lui présenter, ainsi qu'à ses fidèles, des excuses au nom du Parlement turc. En juin 2013, Erdemir prépare un projet de loi visant à lever l’interdiction de l’enseignement de la langue grecque pour la minorité chrétienne orthodoxe orientale résidant sur les îles d’Imbros et Ténédos. Il soutient également la communauté arménienne de Turquie en participant à la liturgie de Pâques à l'église arménienne Saint-Giragos de Diyarbakır et au premier baptême depuis un siècle à la cathédrale de la Sainte-Croix sur l'île d'Akdamar.
En avril 2015, Erdemir prépare un projet de loi visant à restituer la citoyenneté à tous les membres des minorités ethniques et religieuses et à leurs descendants, qui ont perdu leur citoyenneté au cours des cent dernières années, ce qui rétablirait les droits des communautés arménienne, grecque, syriaque et juive de Turquie, entre autres.
Bien qu'Erdemir soit membre de la majorité musulmane sunnite de Turquie, il est un ardent défenseur des droits et des libertés de la communauté alévie du pays. En février 2015, Erdemir rédige un projet de loi visant à accorder un statut légal aux lieux de culte alévis, dans le but de remédier à un grief de longue date des Alévis de Turquie.

### Travail politique
Entre juin 2015 et mars 2022, Erdemir est chercheur senior à la Fondation pour la défense des démocraties, basée à Washington, DC, et dirige le programme Turquie du groupe de réflexion. En tant qu’analyste politique, Erdemir expose la dérive de la Turquie vers l’autoritarisme et la situation critique des minorités religieuses du pays. Au lendemain du coup d'État avorté du 15 juillet 2016 en Turquie, Erdemir avertit que la tentative de coup d'État a déclenché une réaction brutale contre les minorités de Turquie. Il déclare ensuite que le gouvernement turc et les médias pro-gouvernementaux font des chrétiens des boucs émissaires. Il est à l'avant-garde de la campagne mondiale visant à libérer le pasteur américain Andrew Brunson, détenu en Turquie sous de fausses accusations d'appartenance à une organisation terroriste armée et de complot de coup d'État. Il témoigne devant le Sénat américain lors d'une audience organisée par la Commission des États-Unis sur la liberté religieuse internationale sur le traitement du pasteur Andrew Brunson et d'autres minorités religieuses en Turquie.
Le travail d’Erdemir continue de dénoncer l’antisémitisme soutenu par l’État en Turquie. Il a documenté la manière dont la super-production Payitaht: Abdülhamid, financée par la Société de radio et de télévision turque, a vilipendé les juifs et les chrétiens en déformant des faits historiques et en propageant des théories de conspirations antisémites anti-occidentales.

### Controverses
En 2015, le gouvernement turc du Parti de la justice et du développement, d'obédience islamo-conservatrice, fait passer un projet de loi sur les crimes de haine en 2015. Interrogé par Türey Köse, le journaliste pro-laïc du quotidien Cumhuriyet, Erdemir avertit que ce projet de loi du gouvernement fonctionnera comme une loi sur le blasphème, échouant à fournir une quelconque protection juridique aux athées, aux agnostiques et aux personnes LGBTI, et restreignant encore davantage la liberté d'expression en Turquie. Talha Çolak, journaliste du quotidien islamiste d'extrême droite Yeni Akit, a affirmé que, dans son interview au Cumhuriyet, Erdemir a soutenu qu'« il ne devrait pas être illégal d'insulter la religion », déclenchant des insultes généralisées et des menaces de mort. Un tel commentaire n’apparaît pas dans l’interview originale et a été fabriqué par le journaliste de Yeni Akit. Erdemir écrit ensuite un éditorial dans lequel il déclare ne pas être en colère contre Talha Çolak, journaliste de Yeni Akit, mais qu'il accuse le régime autoritaire turc de « forcer les journalistes à gagner leur vie grâce à des campagnes de dénigrement et de diffamation ».

## Vie personnelle
Erdemir est marié à l'archéologue et historienne de l'art Dr.Tuğba Tanyeri-Erdemir, experte du patrimoine culturel des minorités religieuses au Moyen-Orient, qui travaille comme coordinatrice du groupe de travail de la Ligue anti-diffamation sur les minorités du Moyen-Orient.

## Récompenses
Le 27 avril 2016, Stefanus Alliance International, l'organisation norvégienne de défense des droits de l'homme et de la liberté religieuse, a décerné à Erdemir le prix Stefanus pour sa contribution exceptionnelle à la défense de la liberté de religion ou de conviction telle que définie par l'article 18 de la Déclaration universelle des droits de l'homme.
Le 5 décembre 2020, le Hellenic American Leadership Council a décerné à Erdemir le First Freedom Award pour sa « défense inconditionnelle des droits des minorités et de la liberté religieuse en Turquie et au Moyen-Orient ».
En novembre 2014, l'ONG Junior Chamber International élit Erdemir « le jeune turc le plus remarquable dans le domaine de la politique, du droit et de l'administration publique » pour ses efforts dans la « lutte contre la discrimination et les crimes de haine, et sa volonté de contribuer au développement de la gouvernance et de la démocratie en Turquie ».